# Samoa Tula’i
"The Banner of Freedom" (De Banier van Vrijheid) is het volkslied van Samoa sinds de onafhankelijkheid van Nieuw-Zeeland in 1962. De muziek en de tekst zijn van de hand van Sauni Iiga Kuresa. Het lied bejubelt de vlag van Samoa als vrijheidssymbool.

## Tekst
| Samoaans origineel Samoa, tula'i ma sisi ia lau fu'a, lou pale lea! Vaai 'i na fetu o lo'ua agiagia ai: Le faailoga lea o Iesu, na maliu ai mo Samoa. Oi, Samoa e, uu mau lau pule ia faavavau. 'Aua e te fefe; o le Atua lo ta fa'avae, o lota sa'olotoga. Samoa, tula'i: 'ua agiagia lau fu'a, lou pale lea! | Nederlandse vertaling Samoa, verrijs en hijs uw vlag, uw kroon! Kijk naar de sterren die erover golven: Dit is het symbool van Jezus, die erop stierf voor Samoa. Oh, Samoa, hou altijd vast aan je eigen kracht. Wees niet bevreesd; God is onze basis, onze vrijheid. Samoa, verrijs: uw vlag wuift, uw kroon! |